# Napoli due punti. E a capo
Napoli due punti. E a capo è un album di Renzo Arbore e l'Orchestra Italiana pubblicato nel 1993.

## Tracce
1. Aummo... Aummo... – 6:00
2. Na sera 'e maggio – 5:25
3. Mandulinata a Napule – 5:45
4. L'hai voluto te – 5:55
5. Scapricciatiello – 4:27
6. Passione – 4:09
7. Scétate – 5:42
8. Pigliate 'na pastiglia – 3:46
9. Medley: Tutt' e ssere/Che t'aggia di'! – 6:02
10. Torna a Surriento – 5:40
11. Mandulinata a Napule (versione notturna) – 5:43

## Crediti
- Arrangiamento e produzione artistica: Renzo Arbore
- Arrangiamento e realizzazione: Massimo Volpe
- Produttore esecutivo: Adriano Fabi
- Voci soliste: Eddy Napoli, Francesca Schiavo, Renzo Arbore